# You Are All I See
You Are All I See («Ты — всё, что я вижу») — дебютный полноформатный студийный альбом Active Child, издан в 2011 году.

## Об альбоме
В качестве обложки использован слайд из семейного архива Гросси. Снимок сделан примерно в 60-е годы, в Венеции.

## Список композиций
Стандартное издание
| №   | Название                                        | Длительность |
| --- | ----------------------------------------------- | ------------ |
| 1.  | «You Are All I See»                             | 4:05         |
| 2.  | «Hanging On»                                    | 5:26         |
| 3.  | «Playing House» (при участии How To Dress Well) | 3:23         |
| 4.  | «See Thru Eyes»                                 | 4:19         |
| 5.  | «High Priestess»                                | 3:24         |
| 6.  | «Ivy»                                           | 3:06         |
| 7.  | «Way Too Fast»                                  | 5:16         |
| 8.  | «Ancient Eye»                                   | 3:38         |
| 9.  | «Shield & Sword»                                | 3:39         |
| 10. | «Johnny Belinda»                                | 5:03         |

Делюкс-издание
Доступно только на iTunes, включает бонус-треки:
| №   | Название                            | Длительность |
| --- | ----------------------------------- | ------------ |
| 11. | «Call Me Tonight»                   | 3:18         |
| 12. | «Hanging On» (White Sea remix)      | 4:01         |
| 13. | «Diamond Heart»                     | 5:40         |
| 14. | «Body Heat (So Far Away)»           | 3:57         |
| 15. | «Playing House» (Chad Valley remix) | 4:01         |
| 16. | «Hanging On» (Live at WFUV)         | 5:10         |

Японское издание
Включает 6 композиций с мини-альбома Curtis Lane.

## Участники записи
- Патрик Гросси — вокал, бэк-вокал, арфа, синтезатор; композитор, продюсер, звукорежиссёр
- Герретт Рэй — ударные (треки 4 и 8)
- Том Крелл (How To Dress Well) — вокал (трек 3); соавтор

Технический персонал
- Хоуи Уайнберг — мастеринг
- Дэвид Шиффман — сведение
- Эриел Речтшейд — продюсирование, соавтор (треки 2 и 6), работа со звуком
- Бенжамин Готтинг, Якоб Эскобедо — концепция и оформление альбома
- Августо Гросси, Рикки Чепмэн — фото